# Nicolas Joubert d'Angoulevent
Nicolas Joubert, sieur d’Angoulevent fut un fou célèbre sous le règne d'Henri IV. 
On lui donnait le nom de Prince des sots ou de la sottise. Il eut un procès curieux avec les comédiens de l'hôtel de Bourgogne, en 1604, au sujet des droits attachés à sa principauté. En 1615, on publia sous son nom un recueil intitulé les Satires bastardes et autres œuvres folastres du cadet Angoulevent, dont le véritable auteur est inconnu.

## Source
Cet article comprend des extraits du Dictionnaire Bouillet. Il est possible de supprimer cette indication, si le texte reflète le savoir actuel sur ce thème, si les sources sont citées, s'il satisfait aux exigences linguistiques actuelles et s'il ne contient pas de propos qui vont à l'encontre des règles de neutralité de Wikipédia.